# らぶ・すてっぷ・じゃんぷ
「らぶ・すてっぷ・じゃんぷ」は、1977年7月10日に発売された岡田奈々の9枚目のシングル。発売元はNAVレコード（現・ポニーキャニオン）。

## 解説
- リリースナンバーはN-18、定価600円[1]。

- 本シングルは、同年4月10日発売の前作「そよ風と私」[2]以来、ちょうど3か月ぶりのシングルリリースとなった。しかし、オリコンチャートでベスト50入りを果たせず、以降、次作の「求愛専科」を除き、岡田のシングルがベスト50入りすることは二度となかった。

- 現在、A面・B面ともにCD音源化されている。

## 収録曲
- 全曲作詞：有馬三恵子／作曲：森田公一／編曲：萩田光雄

1. らぶ・すてっぷ・じゃんぷ (2分44秒)
2. 海のシンフォニー (2分57秒)

## 収録アルバム
- 『岡田奈々 スーパーベスト』 （1986年11月5日発売、廃盤） - 「らぶ・すてっぷ・じゃんぷ」
- 『岡田奈々』 （1989年8月21日発売、廃盤） - 「らぶ・すてっぷ・じゃんぷ」
- 『お元気ですか? 岡田奈々with Love』 （1990年11月21日発売、廃盤） - 「らぶ・すてっぷ・じゃんぷ」
- 『MYこれ!クション 岡田奈々 BEST』 （2001年10月17日発売） - 「らぶ・すてっぷ・じゃんぷ」
- 『ぼくらのベスト アルバム復刻シリーズ 岡田奈々2 （2004年5月19日発売）

アルバム『クリーム・ソーダ』 - 「らぶ・すてっぷ・じゃんぷ」「海のシンフォニー」
- 『憧憬+シングルコレクション』 （2008年7月16日発売） - 「らぶ・すてっぷ・じゃんぷ」